# ヘマ族
ヘマ族 (Hema)は、コンゴ民主共和国のイトゥリ州（2009年までの東部州南東部）を中心とした東部や、一部がウガンダおよびルワンダ、ブルンジに暮らす民族で、人数は全体でおよそ16万人である。ヘマ族は牧畜民で、第二次コンゴ戦争以降ウガンダ支配下のイトゥリでヘマの優遇政策が行われたことで農耕民のレンドゥ族との対立が生じ、イトゥリ紛争 (Ituri conflict) が1999年から2007年まで続いた。
北部のヘマ族はレンドゥ族 (fr:Lendu (peuple)) の言語であるレンドゥ語（Lendu language）を用いている一方で、南部のヘマ族は現在でもバントゥー語群に属するヘマ語を用いている。Glottolog 4.4 はこの言語の言語学的分類について、大西洋・コンゴ諸語 (Atlantic-Congo languages) 、ヴォルタ・コンゴ諸語 (Volta-Congo languages) 、ベヌエ・コンゴ諸語 (Benue-Congo languages) 、バントイド諸語 (Bantoid languages) 、南部バントイド諸語 (Southern Bantoid languages) 、狭義のバントゥー諸語 (Narrow Bantu)、東バントゥー諸語 (East Bantu)、グレート・レークス・バントゥー諸語 (Great Lakes Bantu)、西ニャンザ諸語 (Wast Nyanza)、ルタラ諸語 (Rutara)、北ルタラ諸語 (North Rutara) に属するとしている。Ethnologue（第18版）ではヘマ族は、ウガンダ南西部で使用されているニャンコレ語 (Nyankore language) のヒマ方言話者と関連性が深く、ニョロ語、トロ語と近く、中南部のガンダ語や東部のソガ語 (Lusoga) などとは遠縁に当たる。

## 脚註
1. 1 2 3  Lewis, M. Paul; Simons, Gary F.; Fennig, Charles D., eds. (2015). "Hema". Ethnologue: Languages of the World (18th ed.). Dallas, Texas: SIL International.
2. ↑  Hammarström, Harald; Forkel, Robert; Haspelmath, Martin et al., eds (2021). “Hema”. Glottolog 4.4. Jena: Max Planck Institute for the Science of Human History 2021年6月13日閲覧。